# Крауфорд, Квинтин
Квинтин Крауфорд (англ. Quintin Craufurd; 22 сентября 1743, Килуиннинг — 23 ноября 1819, Париж) — английский историк, мемуарист, литератор.

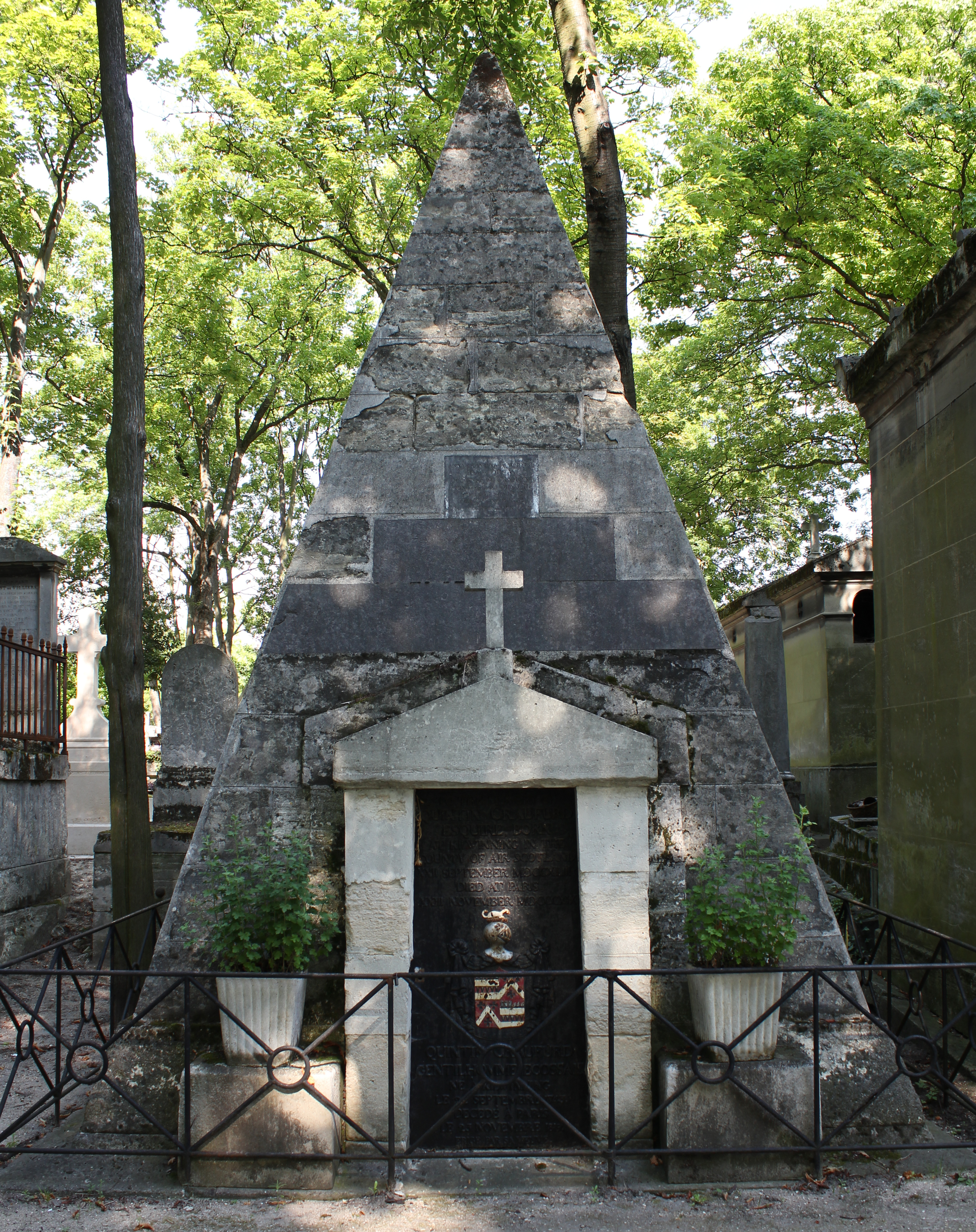
Могила К. Крауфорда на кладбище Пер-Лашез

Нажив огромное состояние на службе Ост-Индской компании, Крауфорд в 1780-е годы поселился в Париже, где стал близким человеком при дворе Людовика XVI; в 1791 году принимал деятельное участие в организации бегства в Варенн — неудачной попытки королевской семьи покинуть охваченный революцией Париж и возглавить роялистское сопротивление на севере Франции. После провала укрылся в Брюсселе, в 1792 году тайно побывал в Париже в рамках не реализовавшегося заговора по освобождению короля и королевы. Амьенский мир позволил Крауфорду легально вернуться в Париж, где он и прожил до конца жизни.
На основе своего раннего индийского опыта опубликовал сперва книгу «Заметки, касающиеся преимущественно истории, религии, знаний и нравов индусов» (англ. Sketches relating chiefly to the History, Religion, Learning and Manners of the Hindoos; 1790), а много позже — «Разыскания относительно законов, богословского знания и торговли в древней и современной Индии» (англ. Researches concerning the laws, theological learning and commerce of ancient and modern India; 1817). Опыт участия во французских исторических событиях отразился в сочинениях Крауфорда «Тайная история короля Франции и его побега из Парижа в июне 1791 года» (англ. Secret History of the King of France and his escape from Paris in June 1791), «Заметки о Марии Антуанетте» (фр. Notice sur Marie Antoinette; 1809), «Заметки о Марии Стюарт и Марии Антуанетте» (фр. Notices sur Marie Stuart et sur Marie-Antoinette; 1819), а отчасти и в «Истории Бастилии» (фр. Histoire de la Bastille, avec un appendice contenant une discussion sur le prisonnier au masque de fer; 1798). Среди других книг Крауфорда — «Опыты о французской литературе» (фр. Essais sur la littérature française; 1803), «Исторический очерк о докторе Свифте» (фр. Essai historique sur le docteur Swift; 1808), «О Перикле и искусствах в Греции» (англ. On Pericles and the Arts in Greece; 1815) и др.